# Bergsjöklumpen

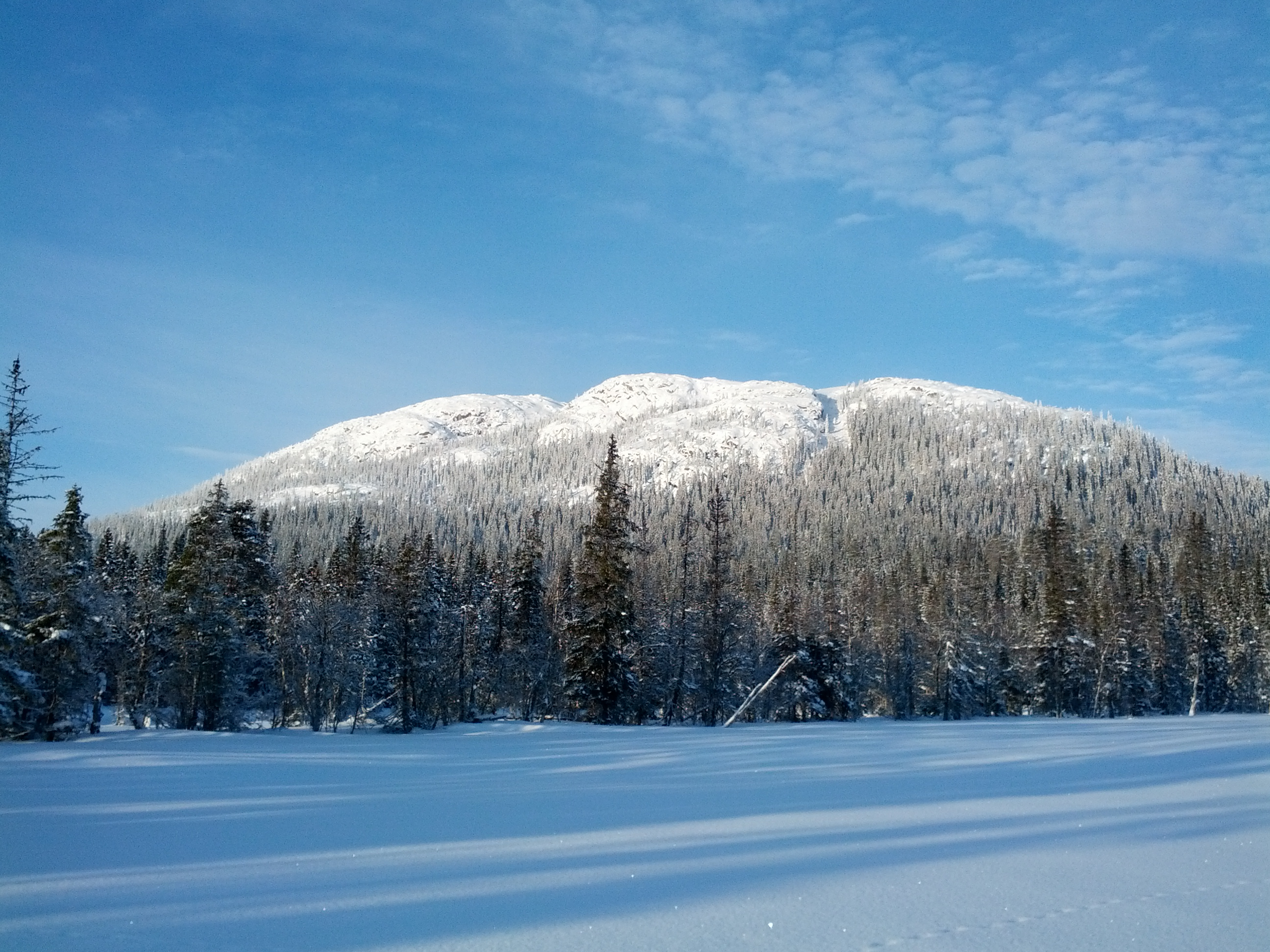
Bergsjöklumpen 801 m ö.h., Offerdal, Jämtland Sverige

Bergsjöklumpen (Spijhker på samiska) är ett berg i Åre kommun, Jämtland. Berget är en del av Sösjöfjällen. Höjden är 801 meter över havet.